# Branding (natuurverschijnsel)

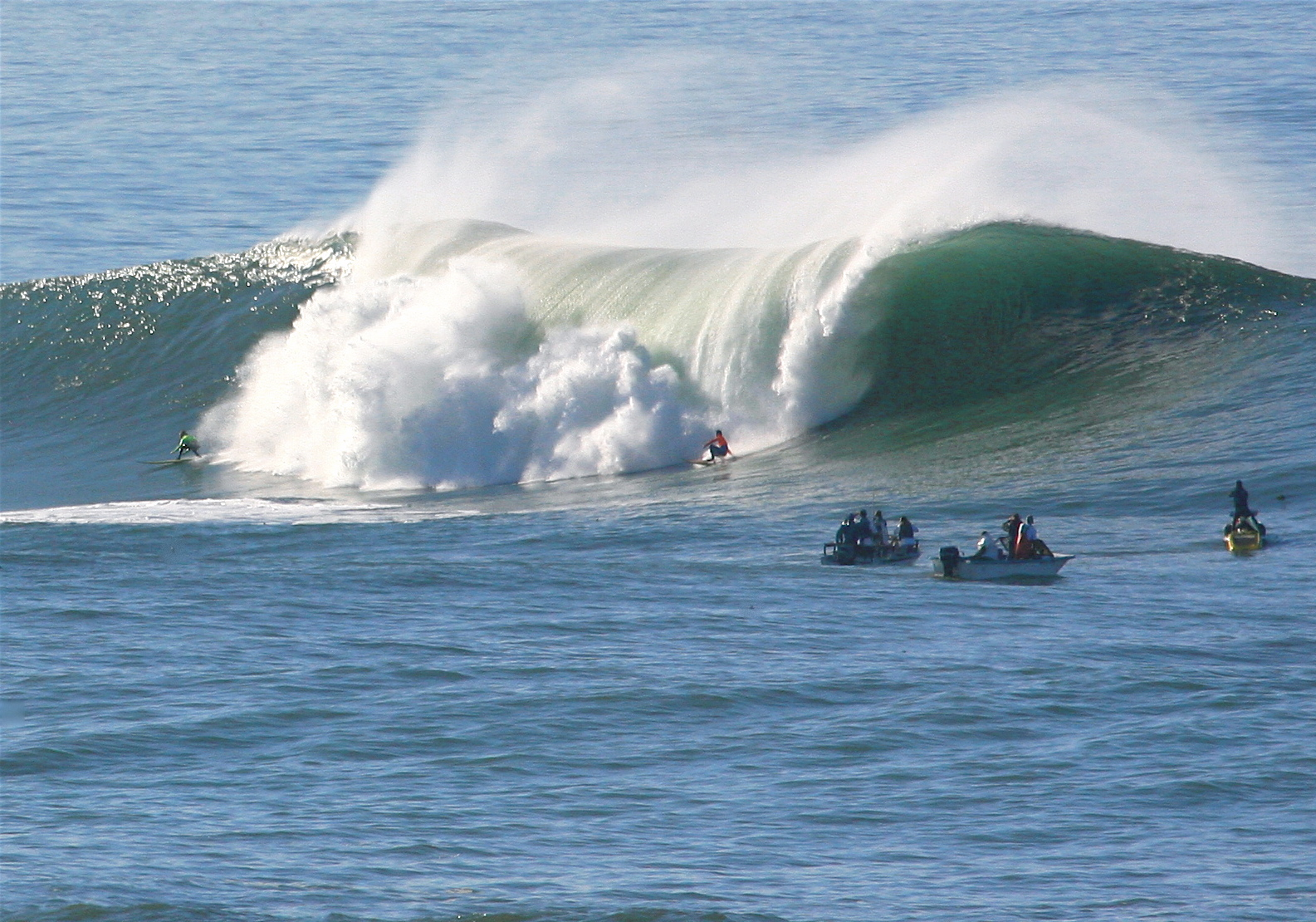
Een breker, een grote golf die omklapt in de branding (een plunging breker)

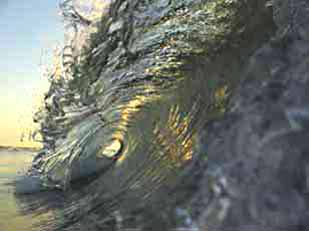
Golf in de branding

De branding is het deel van de zee, dicht bij de kust, waar de golven breken. Omdat het water ondiep wordt neemt de verhouding tussen golfhoogte en waterdiepte toe, waardoor de golf onstabiel wordt. 
Ligt de kust direct aan de oceaan, zonder eilanden ertussen, dan kunnen soms heel hoge golven ontstaan. Deze branding is ideaal om te surfen. 
Om de stroming buiten de kustlijn te houden, worden vanaf het strand op diverse onderlinge afstanden ook wel strandhoofden aangelegd die erosie van het strand tegengaan. Zij doen dit doordat zij de brandingsstroom blokkeren.
In het Engels spreekt men van surf, vandaar het begrip surfen.

## Brekerzone
Als golven in ondiep water komen neemt hun snelheid af, het voorste deel loopt dus langzamer dan het achterste en daardoor neemt de golflengte af; doordat de energie per golf gelijk blijft, betekent dit dat de golven hoger (en dus steiler) worden. Op een gegeven moment is de golf zo hoog en steil dat hij niet meer stabiel is en breekt. Voor individuele, regelmatige golven gebeurt dit bij een golfhoogte die ongeveer 80% van de waterdiepte is. De lijn waar de golven breken wordt brekerlijn genoemd. Omdat de golven in werkelijkheid onregelmatig zijn, zullen ze allemaal op een iets andere plaats breken (de hogere golven breken verder naar zee). In werkelijkheid is er dus geen brekerlijn, maar een brekerzone.  
Bij een gelijkmatig oplopende (flauwe) kust is de significante golfhoogte na breken ongeveer de helft van de waterdiepte. Golven kunnen op verschillende wijze breken, afhankelijk van het Iribarrengetal. Er worden vier soorten brekers onderscheiden: spilling, plunging, collapsing en surging (in het Nederlands worden hiervoor meestal de Engelse termen gebruikt; in een enkel geval wordt de spilling wave een overschuimende breker genoemd, een plunging wave wordt soms een overstortende breker genoemd en voor de surging wave bestaat als vertaling een deinende breker). Langs de Nederlandse en Belgische kust komen overwegend spilling brekers voor. 

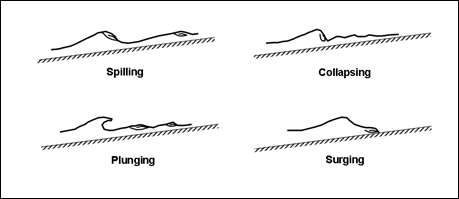
Soorten brekende golven

## Golfspanning
In de branding wordt de golfenergie gedissipeerd als gevolg van het breken van de golven. Hierbij kunnen schuimkoppen gevormd worden. De golven hebben ook impuls. Net zoals energie is impuls een conservatieve grootheid (d.w.z. een grootheid die niet kan verdwijnen, maar alleen in iets anders omgezet kan worden). De impuls van de golven wordt in de branding omgezet in een kracht (de golfspanning). De richting van deze kracht is gelijk aan de looprichting van de golven. Deze kracht kan ontbonden worden in een component loodrecht op de kust, deze veroorzaakt de golfopzet. De component evenwijdig aan de kust veroorzaakt de brandingsstroom. 